# Calciatori con almeno 1000 presenze in carriera
Questa è la classifica dei calciatori che hanno collezionato almeno 1000 presenze in partite ufficiali in carriera, ordinati per numero di presenze.

## Classifica generale
In grassetto sono indicati i calciatori ancora in attività, e le squadre in cui tuttora militano. La somma delle presenze inserite nella colonna "Squadre", come nel caso di Peter Shilton, potrebbe non corrispondere al numero indicato sotto la colonna "Presenze".
Dati aggiornati al 18 Agosto 2025.
| Pos. | Nome                 | Ruolo | Presenze | Reti | Stagioni | Periodo        | Squadre |
| ---- | -------------------- | ----- | -------- | ---- | -------- | -------------- | --- |
| 1    | Fábio                | P     | 1398     | −    | 28       | 1997-          | 30 União Bandeirante, 16 Atlético Paranaense, 150 Vasco da Gama, 955 Cruzeiro, 233 Fluminense, 3 Brasile olimpica, 5 Brasile U-20, 6 Brasile U-17 |
| 2    | Peter Shilton        | P     | 1390     | 1    | 31       | 1966-1997      | 349 Leicester City, 121 Stoke City, 275 Nottingham Forest, 242 Southampton, 216 Derby County, 43 Plymouth, 2 Bolton, 10 Leyton Orient, 125 Inghilterra, 13 Inghilterra U-23, 9 Inghilterra U-18 |
| 3    | Cristiano Ronaldo    | A     | 1317     | 956  | 23       | 2002-          | 2 Sporting Lisbona B, 31 Sporting Lisbona, 145 Manchester Utd, 438 Real Madrid, 134 Juventus, 111 Al-Nassr, 221 Portogallo, 3 Portogallo olimpica, 10 Portogallo U-21, 5 Portogallo U-20, 7 Portogallo U-17, 9 Portogallo U-15 |
| 4    | Rogério Ceni         | P     | 1225     | 129  | 25       | 1990-2015      | 12 Sinop, 1197 San Paolo, 16 Brasile |
| 5    | Gianluigi Buffon     | P     | 1175     | −    | 28       | 1995-2023      | 265 Parma, 685 Juventus, 25 Paris Saint-Germain, 176 Italia, 0 Italia olimpica, 4 Italia U-23, 11 Italia U-21, 3 Italia U-18, 3 Italia U-17, 3 Italia U-16 |
| 6    | Lionel Messi         | A     | 1172     | 902  | 22       | 2003-          | 10 Barcellona C, 22 Barcellona B, 778 Barcellona, 75 Paris Saint-Germain, 71 Inter Miami, 193 Argentina, 6 Argentina olimpica, 18 Argentina U-20 |
| 7    | Luka Modrić          | C     | 1155     | 134  | 22       | 2003-          | 25 Zrinjski Mostar, 18 Inter Zaprešić, 130 Dinamo Zagabria, 160 Tottenham, 597 Real Madrid, 188 Croazia, 15 Croazia U-21, 11 Croazia U-19, 7 Croazia U-18, 2 Croazia U-17, 2 Croazia U-15 |
| 8    | Yasuhito Endō        | C     | 1150     | 156  | 26       | 1998-2023      | 20 Yokohama Flügels, 64 Kyoto Purple Sanga, 790 Gamba Osaka, 106 Júbilo Iwata, 152 Giappone, 7 Giappone U-23, 11 Giappone U-20 |
| 9    | Roberto Carlos       | D     | 1138     | 132  | 21       | 1991-2012 2015 | 67 União São João, 162 Palmeiras, 34 Inter, 527 Real Madrid, 104 Fenerbahçe, 61 Corinthians, 28 Anži, 3 Delhi Dynamos, 125 Brasile, 22 Brasile olimpica, 5 Brasile U-20 |
| 10   | Xavi Hernández       | C     | 1135     | 139  | 22       | 1997-2019      | 61 Barcellona B, 767 Barcellona, 117 Al-Sadd, 133 Spagna, 6 Spagna olimpica, 25 Spagna U-21, 6 Spagna U-20, 10 Spagna U-18, 10 Spagna U-17 |
| 11   | João Moutinho        | C     | 1128     | 74   | 22       | 2003-          | 30 Sporting Lisbona B, 259 Sporting Lisbona, 140 Porto, 219 Monaco, 212 Wolverhampton, 80 Braga, 146 Portogallo, 1 Portogallo B, 17 Portogallo U-21, 4 Portogallo U-19, 5 Portogallo U-18, 15 Portogallo U-17 |
| 12   | Iker Casillas        | P     | 1119     | −    | 22       | 1998-2020      | 26 Real Madrid C, 4 Real Madrid B, 725 Real Madrid, 156 Porto, 167 Spagna, 5 Spagna U-21, 2 Spagna U-20, 4 Spagna U-18, 10 Spagna U-17, 19 Spagna U-16, 1 Spagna U-15 |
| 13   | Javier Zanetti       | D/C   | 1114     | 31   | 22       | 1992-2014      | 33 Talleres (C), 66 Banfield, 858 Inter, 145 Argentina, 12 Argentina olimpica |
| 14   | Ray Clemence         | P     | 1110+    | −    | 23       | 1965-1988      | 50+ Scunthorpe United, 665 Liverpool, 330 Tottenham, 61 Inghilterra, 4 Inghilterra U-23 |
| 15   | Marcelinho Paraíba   | C     | 1095+    | 352+ | 30       | 1991-2020      | ? Campinense, 29 Paraguaçuense, 13 Santos, 78 Rio Branco-SP, 201 San Paolo, 21 Olympique Marsiglia, 23 Grêmio, 193 Hertha Berlino, 22 Trabzonspor, 57 Wolfsburg, 25 Flamengo, 50 Coritiba, 92 Sport Recife, 19 Grêmio Barueri, 45 Boa Esporte, 44 Fortaleza, 30 Joinville, 13 Oeste, 26 Inter de Lages, 4 Ypiranga-RS, 26 Portuguesa, 24 Perilima, 54 Treze, 6 Brasile |
| 16   | Pat Jennings         | P     | 1089+    | 1    | 25       | 1961-1986      | ? Newry Town, 52 Watford, 590 Tottenham, 327 Arsenal, 119 Irlanda del Nord, 1 Irlanda del Nord U-23 |
| 17   | Tony Ford            | D/C   | 1082     | 120  | 25       | 1975-2001      | 490 Grimsby Town, 9 Sunderland, 135 Stoke City, 128 West Bromwich Albion, 7 Bradford City, 91 Scunthorpe, 116 Mansfield Town, 104 Rochdale, 2 Inghilterra B |
| 18   | Dani Alves           | D/C   | 1076     | 75   | 22       | 2002-2023      | 54 Bahia, 250 Siviglia, 408 Barcellona, 33 Juventus, 73 Paris Saint-Germain, 95 San Paolo, 13 Pumas UNAM, 126 Brasile, 7 Brasile olimpica, 17 Brasile U-20 |
| 19   | Tommy Hutchison      | C     | 1075+    | 67+  | 29       | 1965-1994      | 84 Alloa Athletic, 165+ Blackpool, 355 Coventry City, 25 Seattle Sounders, 60 Manchester City, 22+ Bulova, 92+ Burnley, 178+ Swansea City, 76 Merthyr Tydfil, 17 Scozia, 1 Scozia U-23 |
| 20   | Djalma Santos        | D     | 1066     | 44   | 23       | 1947-1970      | 434 Portuguesa, 502 Palmeiras, 32 Atlético Paranaense, 98 Brasile |
| 21   | Raúl González Blanco | A     | 1064     | 465  | 21       | 1994-2015      | 9 Real Madrid C, 1 Real Madrid B, 741 Real Madrid, 98 Schalke 04, 61 Al-Sadd, 32 New York Cosmos, 102 Spagna, 4 Spagna olimpica, 9 Spagna U-21, 5 Spagna U-20, 2 Spagna U-18 |
| 22   | Andrés Iniesta       | C     | 1061     | 117  | 24       | 2000-2024      | 54 Barcellona B, 674 Barcellona, 134 Vissel Kōbe, 23 Emirates, 131 Spagna, 18 Spagna U-21, 7 Spagna U-20, 7 Spagna U-19, 4 Spagna U-17, 7 Spagna U-16, 2 Spagna U-15 |
| 23   | Sergio Ramos         | D     | 1060     | 147  | 24       | 2002-          | 31 Siviglia Atlético, 87 Siviglia, 671 Real Madrid, 58 Paris Saint-Germain,20 Monterrey, 180 Spagna, 6 Spagna U-21, 6 Spagna U-19, 1 Spagna U-17 |
| 24   | Robert Lewandowski   | A     | 1056     | 728  | 21       | 2004-          | 19 Delta Varsavia, 14 Legia Varsavia II, 4 Znicz Pruszków II, 66 Znicz Pruszków, 82 Lech Poznań, 187 Borussia Dortmund, 375 Bayern Monaco, 147 Barcellona, 158 Polonia, 3 Polonia U-21, 1 Polonia U-19 |
| 25   | James Alan Ball      | C     | 1053     | 222  | 24       | 1960-1984      | 7 Ashton United, 126 Blackpool, 251 Everton, 217 Arsenal, 4 Hellenic, 161 Southampton, 33 Philadelphia Fury, 31 Vancouver Whitecaps, 38 Blackpool, 73 Southampton, 3 Floreat Athena, 12 Eastern, 17 Bristol, 72 Inghilterra, 8 Inghilterra U-23 |
| 26   | Edin Džeko           | A     | 1049     | 450  | 22       | 2003-          | 42 Željezničar, 19 Ústí nad Labem, 47 Teplice, 142 Wolfsburg, 189 Manchester City, 260 Roma, 101 Inter, 99 Fenerbahçe, 141 Bosnia ed Erzegovina, 4 Bosnia ed Erzegovina U-21, 5 Bosnia ed Erzegovina U-19 |
| 27   | David Seaman         | P     | 1046     | −    | 22       | 1982-2004      | 106 Peterborough Utd, 84 Birmingham City, 175 QPR, 564 Arsenal, 26 Manchester City, 75 Inghilterra, 6 Inghilterra B, 10 Inghilterra U-21 |
| 28   | Frank Lampard        | C     | 1044     | 312  | 22       | 1995-2016      | 9 Swansea City, 187 West Ham, 648 Chelsea, 38 Manchester City, 31 New York City, 106 Inghilterra, 1 Inghilterra B, 19 Inghilterra U-21, 5 Inghilterra U-18 |
| 29   | Paolo Maldini        | D     | 1041     | 45   | 25       | 1984-2009      | 902 Milan, 126 Italia, 1 Italia olimpica, 12 Italia U-21 |
| 30   | Ivan Rakitić         | C     | 1039     | 162  | 21       | 2004-2025      | 1 Nordstern, 21 Basilea II, 50 Basilea, 135 Schalke 04, 323 Siviglia, 310 Barcellona, 8 Al-Shabab, 39 Hajduk Spalato, 106 Croazia, 4 Croazia U-21, 4 Svizzera U-21, 16 Svizzera U-19, 12 Svizzera U-17, 10 Svizzera U-16 |
| 31   | Ryan Giggs           | C     | 1036     | 183  | 24       | 1990-2014      | 963 Manchester United, 64 Galles, 4 Regno Unito olimpica, 1 Galles U-21, 3 Galles U-18, 1 Inghilterra U-16 |
| 32   | Roque Santa Cruz     | A     | 1028     | 288  | 29       | 1997-          | 234 Olimpia, 238 Bayern Monaco, 6 Bayern Monaco II, 80 Blackburn, 24 Manchester City, 35 Real Betis, 109 Malaga, 11 Cruz Azul, 166 Libertad, 112 Paraguay, 13 Paraguay U-20 |
| 33   | Luis Suárez          | A     | 1025     | 599  | 21       | 2005-          | 51 Nacional, 37 Groningen, 159 Ajax, 133 Liverpool, 283 Barcellona, 83 Atlético Madrid, 54 Grêmio, 73 Inter Miami, 4 Uruguay U-20, 5 Uruguay olimpica, 143 Uruguay |
| 33   | Graham Alexander     | D     | 1025     | 107  | 21       | 1991-2012      | 202 Scunthorpe United, 183 Luton Town, 178 Burnley, 421 Preston North End, 40 Scozia, 1 Scozia B |
| 35   | Noel Bailie          | D     | 1024     | 11   | 22       | 1989-2011      | 1013 Linfield, 1 Irlanda del Nord U-23, 2 Irlanda del Nord U-21, 1 Irlanda del Nord U-17, 7 Irlanda del Nord U-16 |
| 36   | David James          | P     | 1023     | −    | 25       | 1989-2014      | 98 Watford, 277 Liverpool, 85 Aston Villa, 102 West Ham, 100 Manchester City, 158 Portsmouth, 84 Bristol City, 19 Bournemouth, 23 ÍBV, 12 Kerala Blasters, 53 Inghilterra, 2 Inghilterra B, 10 Inghilterra U-21 |
| 36   | Pepe Reina           | P     | 1023     | −    | 27       | 1998-2025      | 3 Barcellona C, 41 Barcellona B, 49 Barcellona, 191 Villarreal, 394 Liverpool, 182 Napoli, 3 Bayern Monaco, 13 Milan, 12 Aston Villa, 54 Lazio, 13 Como, 36 Spagna, 20 Spagna U-21, 1 Spagna U-18, 2 Spagna U-17, 9 Spagna U-16 |
| 38   | Andoni Zubizarreta   | P     | 1020     | −    | 18       | 1980-1998      | 7 Bilbao Athletic, 239 Athletic Bilbao, 410 Barcellona, 184 Valencia, 126 Spagna, 1 Spagna olimpica, 23 Spagna U-23, 17 Spagna U-21, 1 Spagna U-19, 12 Spagna U-18 |
| 39   | Timmy Simons         | D     | 1019     | 93   | 24       | 1994-2018      | 88 Diest, 71 KFC Lommel, 218 PSV, 110 Norimberga, 438 Club Bruges, 94 Belgio |
| 40   | Clarence Seedorf     | C     | 1016     | 159  | 22       | 1992-2013      | 90 Ajax, 34 Sampdoria, 159 Real Madrid, 92 Inter, 432 Milan, 81 Botafogo, 87 Paesi Bassi, 1 Paesi Bassi U-21, 21 Paesi Bassi U-19, 12 Paesi Bassi U-17, 6 Paesi Bassi U-16, 1 Paesi Bassi U-15 |
| 41   | Karim Benzema        | A     | 1014     | 533  | 21       | 2004-          | 20 Olympique Lione 2, 148 Olympique Lione, 648 Real Madrid, 66 Al-Ittihad, 97 Francia, 5 Francia U-21, 9 Francia U-19, 17 Francia U-18, 4 Francia U-17 |
| 42   | James Milner         | D/C   | 1013     | 111  | 23       | 2002-          | 54 Leeds Utd, 6 Swindon Town, 136 Newcastle Utd, 126 Aston Villa, 203 Manchester City, 332 Liverpool, 25 Brighton, 61 Inghilterra, 46 Inghilterra U-21, 6 Inghilterra U-20, 1 Inghilterra U-19, 11 Inghilterra U-17, 6 Inghilterra U-16 |
| 43   | Kazuyoshi Miura      | A     | 1004     | 284  | 40       | 1985-          | 26 XV de Novembro Jaú, 26 Santos, 5 SE Matsubara, 44 Coritiba, 253 Verdy Kawasaki, 23 Genoa, 12 Croazia Zagabria, 51 Kyoto Sanga, 127 Vissel Kōbe, 298 Yokohama FC, 6 Sydney FC, 32 Atletico Suzuka, 9 U.D. Oliveirense, 92 Giappone |
| 44   | Ian Callaghan        | C     | 1002+    | 69+  | 22       | 1960-1982      | 857 Liverpool, 20 Fort Lauderdale Strikers, 91 Swansea City, 9+ Canberra City, 2+ Cork United, 0 Sandefjord, 15+ Crewe Alexandra, 4 Inghilterra, 4 Inghilterra U-23 |

- P — Portiere
- D — Difensore
- C — Centrocampista
- A — Attaccante

### Curiosità
- Cristiano Ronaldo è il recordman di presenze per quanto riguarda i giocatori di movimento.
- Paolo Maldini è il giocatore che vanta il maggior numero di presenze avendo militato nel minor numero di compagini, ovvero, il Milan e la nazionale italiana di calcio.
- Djalma Santos è stato il primo giocatore ad aver raggiunto il traguardo delle 1000 presenze in partite ufficiali, sul finire degli anni 60.

## Nazionalità dei calciatori
| Nazione              | Num. calciatori |
| -------------------- | --------------- |
| Inghilterra          | 9               |
| Spagna               | 7               |
| Brasile              | 6               |
| Argentina            | 2               |
| Croazia              | 2               |
| Giappone             | 2               |
| Irlanda del Nord     | 2               |
| Italia               | 2               |
| Portogallo           | 2               |
| Scozia               | 2               |
| Belgio               | 1               |
| Bosnia ed Erzegovina | 1               |
| Francia              | 1               |
| Galles               | 1               |
| Paesi Bassi          | 1               |
| Paraguay             | 1               |
| Polonia              | 1               |
| Uruguay              | 1               |
| Totale               | 44              |

| Continente  | Num. calciatori |
| ----------- | --------------- |
| Europa      | 32              |
| Sud America | 10              |
| Asia        | 2               |
| Totale      | 44              |